# 蒼白瘦獅子魚
蒼白瘦獅子魚，為輻鰭魚綱鮋形目杜父魚亞目獅子魚科的其中一種，分布於中東太平洋的墨西哥下加利福尼亞半島海域，棲息深度可達2000公尺，體長可達7.1公分，為深海底棲性魚類，屬肉食性，生活習性不明。

## 擴展閱讀
維基物種上的相關：蒼白瘦獅子魚